# Pitcairnia cylindrostachya
Espèce
Classification phylogénétique
Pitcairnia cylindrostachya est une espèce de plantes de la famille des Bromeliaceae, endémique du Mexique.